# 方皋
方皋（1915年—1995年3月27日），男，汉族，广东开平人，中华人民共和国银行家，曾任广东省人民委员会副省长，中国人民银行副行长，中国农业银行行长。